# برایان دابو
برایان دابو (انگلیسی: Bryan Dabo؛ زادهٔ ۱۸ فوریهٔ ۱۹۹۲) بازیکن فوتبال اهل بورکینافاسو است.

## آمار ملی

### بازی‌های ملی
تا تاریخ ۲۴ مارس ۲۰۲۲
| بورکینافاسو | بورکینافاسو | بورکینافاسو |
| سال         | بازی        | گل          |
| ----------- | ----------- | ----------- |
| ۲۰۱۸        | ۵           | ۰           |
| ۲۰۱۹        | ۴           | ۰           |
| ۲۰۲۰        | ۳           | ۲           |
| ۲۰۲۱        | ۶           | ۰           |
| ۲۰۲۲        | ۱           | ۰           |
| مجموع       | ۱۹          | ۲           |

### گل‌های ملی
| شماره | تاریخ          | میزبان   | بازی ملی | حریف   | نتیجه | رقابت                          |
| ----- | -------------- | -------- | -------- | ------ | ----- | ------------------------------ |
| ۱     | ۹ اکتبر ۲۰۲۰   | الجدیده  | ۱۰       | کنگو   | ۳–۰   | دوستانه                        |
| ۲     | ۱۲ نوامبر ۲۰۲۰ | واگادوگو | ۱۲       | مالاوی | ۳–۱   | مقدماتی جام ملت‌های آفریقا ۲۰۲۱ |

## افتخارات

### باشگاهی

#### مون‌پلیه
- لوشامپیونه
  - قهرمان (۱): ۲۰۱۲–۲۰۱۱

#### سپاهان
- قهرمانی جام حذفی : ۰۳–۱۴۰۲
- قهرمانی سوپر جام فوتبال ایران ۱۴۰۳